# Дискуссия в Самье
Дискуссия в Самье — религиозно-философский диспут, состоявшийся примерно в 790 г. в монастыре Самье в Тибете, определивший судьбу буддизма в Тибете.
Со стороны Ваджраяны основным участником диспута был Камалашила, со стороны китайского буддизма Махаяны диспут вёл Хэшан Махаяна, буквально означает «буддийский монах Махаяны». Его монашеское имя было Махаянадэва.
Принципиальным вопросом дискуссии являлся вопрос о мгновенном просветлении. Позиция Камалашилы заключалась в том, что для достижений (имея в виду состояние Будды как конечную цель) необходимо создавать причины и условия, состояние Будды может вырасти только из семени, в котором заложена правильная природа. Позиция Хэшана заключалась в том, что нельзя достигнуть просветления из элементов непросветлённого сознания, и «создание условий» является ни чем иным, как наращиванием очередных умственных концепций. Сперва надо очистить ум от конструктов, и тогда природа Будды раскроется сама.
Описания диспута с той и с другой стороны различаются. По тибетским описаниям Камалашила победил, а его оппоненты от горя поражения покончили с собой. По китайским описаниям, напротив, победил Хэшан, а тибетцы от горя поражения покончили с собой.

## Описание дискуссии по тибетским источникам
Согласно традиционным тибетским источникам, диспут закончился полной победой Камалашилы (что привело даже к самоубийствам среди сторонников Хэшана Махаяны, а по другим источникам — убийству самого Хэшана), после чего царь запретил проповедь китайского буддизма и Тибет окончательно и бесповоротно обратился к классическим индийским образцам. Некоторые тибетские источники обвиняют Хэшана в том, что он наслал на Камалашилу наёмных убийц.
Тибетские источники сводят предмет дискуссии к нескольким положениям.
1. Хэшан Махаяна утверждал, что пробуждение и обретение состояния Будды происходит мгновенно или внезапно, Камалашила проповедовал классическую доктрину пути бодхисаттвы, восходящего по десяти ступеням совершенствования в течение трех неизмеримых (асанкхея) мировых циклов благодаря практике шести совершенств — парамит.
2. Хэшан Махаяна отрицал ценность самих парамит, считая их мирскими добродетелями (за исключением праджняпарамиты), способствующими улучшению кармы, но не имеющими никакого отношения к пробуждению и реализации природы Будды. С его точки зрения, следовало пресекать всякую кармическую активность вообще, так как добрые дела тоже привязывают к сансаре, как и дурные.
3. Хэшан Махаяна считал, что главным методом совершенствования является созерцание, направленное на достижение полной остановки мыслительного процесса и достижение состояния «недумания» (кит. у нянь), при котором исчезают все различия и ментальные конструкты (викальпа; кит. фэньбе), и исчезает отличие между субъектом и объектом (недвойственность). Вслед за прекращением «думания» наша собственная природа, которая есть природа Будды, раскрывается немедленно и спонтанно. Камалашила же не признавал этот метод, считая его чисто отрицательным и не ведущим к пробуждению. Камалашила отстаивал использование аналитической мудрости для понимания своей природы и саморазвития.

Тибетский историк Будон Ринчендуб  так описывает кульминацию дискуссии:

Хэшан сказал:
— Если совершают добродетельные или греховные деяния, то приходят или к блаженным, или к плохим рождениям (соответственно). Таким образом, освобождение от Сансары невозможно и всегда будут препятствия к достижению состояния Будды. Добродетельные и греховные деяния подобны белым и чёрным облакам, которые одинаково закрывают небо. Но тот, кто совсем не имеет мыслей и привязанностей, может полностью освободиться от феноменальной жизни (то есть нет необходимости перерождаться). Отсутствие любой мысли, поиска или исследования вызывает невосприятие (санскр. анупаламбха) реальности отдельных сущностей. Таким образом, можно достичь (состояния Будды) сразу, как (бодхисаттва), который достиг десятой стадии.
На это сам Камалашила ответил следующим образом:
— Вы таким образом говорите, что не нужно размышлять о чём бы то ни было. Но это означает также отрицание(или отвержение) высшей аналитической мудрости. Так как последняя представляет основание божественной мудрости Святого, то отрицание её необходимости ведёт к отрицанию этой возвышенной запредельной мудрости. Если аналитическая мудрость отсутствует, то какой созерцатель может прийти к пребыванию в состоянии, где нет конструктивной мысли? Если не имеется мыслей, касающихся каких-либо элементов существования, и ум не направлен на них, это не означает, что можно прекратить воспоминания о пережитом, прекратить думать об этом. Если я думаю, что не должен вспоминать в своём уме какой-либо элемент существования, то такая мысль сама будет интенсивным воспоминанием и деятельностью ума. Если к простому отсутствию (осознавания и) воспоминания относиться как к достаточному, то из этого следует, что при обмороке или во время опьянения приходят в состояние, когда нет концептуальной мысли. (В действительности) без правильного анализа нет способа достижения освобождения от концептуальной мысли. Если мы просто прекратим обдумывать и не будем иметь различения, то как же мы придём к познанию несубстанциональности всех элементов? И без познания несубстанциональности невозможно устранить помрачения. Поэтому неправильное представление может быть отброшено только посредством правильной аналитической мудрости. По этой причине будет неправильным говорить, что не обдумывают, ибо в действительности имеется обратное. Без воспоминания и правильной деятельности ума как можно прийти к воспоминанию места прежнего рождения и достичь Всеведения? И как можно искоренить страсти? Но йогин, который размышляет над объектом посредством правильной аналитической мудрости, познаёт все внешние и внутренние элементы в настоящем, прошлом и будущем как несубстанциональные, в нём успокаивается всё мыслетворчество, и он отвергает все плохие дхармы. На этом основании он становится искусным в средствах и в проявлении Высшей Мудрости. И, очистив через это все помрачения, он может достичь состояния Будды.

## Описание дискуссии по китайским источникам
По китайским источникам мастер Махаяны исчерпывающе ответил на все вопросы индийских философов, которые были полностью посрамлены и покончили собой. Китайские источники обвиняют в политических последствиях интриги тибетской аристократии.
В переводах Буддийских Писаний Эдварда Конце Часть 2.3.4 приводится следующий диалог :

Вопрос (Камалашилы): Говорят, что можно стать Буддой только после накопления, в течение бесчисленных эонов, огромнейшего количества заслуг и знаний, и что нельзя стать Буддой, просто подавляя ложные мысли. Так как в этом случае не было бы смысла говорить о шести парамитах или двенадцати разделах канона. А было бы достаточно говорить только о подавлении ложных мыслей. Таким образом, ваши взгляды не обоснованны.
Ответ: Это потому что бесчисленные эоны они не могут избавиться от ложных мыслей, что все живые существа с безначального времени заполнены тремя ядами жадности, гнева и заблуждений, привязаны к потоку сансарического существования и не могут сами себя от этого освободить. Но любое существо, которое сможет избавиться от этих ложных идей, обретет освобождение и станет буддой.
Возражение: Необходимо множество эонов для обретения знания всех Дхарм (учений), а также огромное количество заслуг, которые есть результат практики всех добродетелей. Они [обязательное] условие для практики наивысших медитаций. Будды учили последовательному, а не внезапному методу.
Ответ: С точки зрения Дхармы, практиковать или не практиковать — обе являются ложными идеями (мыслями). Как только ложные идеи уничтожены, естественно обретается великое знание. «Последовательное» или «внезапное» — это такие же ложные идеи — простое отражение ошибочных и безосновательных взглядов.
Вопрос: Что вы подразумеваете под фразой — «вглядываться в свой собственный ум»?
Ответ: Повернуть свой взгляд на источник ума, и полностью воздержаться от рефлексии и беспорядочного мышления.
Вопрос: В «Сутре десяти этапов» сказано, что только на восьмой ступени [великого] пути бодхисаттва обретает безобъектное мышление. Как же могут обычные люди, которые даже не достигли первой ступени, обрести столь чистое мышление?
Ответ: Почему тогда будды оставили для будущих поколений учение, которое учит нас отставить все беспорядочные мысли, если обычные люди неспособны изучить и практиковать его?
Вопрос: В таком случае, — шесть парамит и другие практики [правильного] поведения и медитации, о которых говорит канон, — являются ли необходимыми или нет?
Ответ: Когда мы смотрим на них с грубой и условной точки зрения — шесть парамит и другие практики, это полезные искусные средства, которые открывают высшую истину. В этом смысле они необходимы. Но с точки зрения высшей истины, которая невыразима словами, нельзя говорить о необходимости или не необходимости.
Вопрос: Условная и высшая истины, это то же самое или нет?
Ответ: Они не то же самое и не отличны. В каком смысле они не то же самое? Пока ложные мысли не оставлены остается вера в существование условной истины отличной от высшей истины. В каком смысле они не отличны? Если все ложные мысли удалены без остатка, идентичность или отличие двух видов истины не могут быть обнаружены.
Вопрос: Если нет мыслей, идей, рефлексии, умственных процессов — как можно достичь всезнание Будды во всех его аспектах?
Ответ: Когда ложные мысли более не возникают, когда отказываются от них всех, тогда истинная природа, которая существует в основе нашего собственного существа, раскрывает себя и вместе с ней достигается всезнание.
Вопрос: Если у нас нет других обязанностей кроме безмолвной медитации, как тогда мы можем приносить пользу другим существам?
Ответ: Приносить пользу другим существам возможно даже без процесса мышления. Можно быть таким как луна или солнце, лучи которых освещают все вещи. Как драгоценность, исполняющая любые желания, как великая земля, у которой есть способность рождать все[возможные] вещи.
Вопрос: Вы говорили, что существа с самого начала имеют внутри себя природу Будды. Как это можно доказать? К тому же это учение напоминает внешние учения, где есть вера в [наличие] себя. Как ваше учение отличается от них?
Ответ: Природа будды, которой мы изначально обладаем, подобна солнцу появляющемуся из-за облаков, или зеркалу, которое если протереть, вновь обретает прозрачность и чистоту. От внешних учений мы отличаемся тем, что они не признают, что три мира, это не что иное, как проявление самого ума.
Вопрос: Канон учит множеству противоядий для удаления отравы жадности, гнева и заблуждения. Зачем же они были объяснены раздельно, если достаточно отказаться от ложных мыслей? Для конкретных умственных болезней прописаны конкретные лечения.
Ответ: Сутра [Великой] Нирваны говорит о лекарстве называемом Агада, — панацее, которая лечит все болезни, какими бы они ни были. Так же и с отсутствием мыслей и отсутствием рефлексии.
Вопрос: Тогда есть ли необходимость в разнообразных духовных практиках?
Ответ: Сутра учит нас о том, что всё, что нужно сделать, это оставить любое беспорядочное мышление и различение, и тогда мы естественно выполняем все духовные практики. Если кто-то схватывает Таковость, — а Таковость не позволяет [возникать] ни мыслям, ни различению — тогда, благодаря этому, он естественно овладевает всеми учениями (дхармами), и после этого может или заниматься духовными практиками, или нет. Но пока кто-то упускает Таковость, ему необходимо практиковать шесть парамит и другие методы освобождения. Но «Таковость содержит все учения», и с этой точки зрения нет ни практики, ни отсутствия практики.

## Оценки дискуссии при сопоставлении источников
Возможно, дискуссия стоила жизни многим её участникам, однако нередко жестокие обстоятельства смерти, убийства или самоубийства философов не согласуются.
Оценивая полемику и сопоставляя исторические данные, российский буддолог Торчинов пишет (Торчинов Е. А. Введение в буддологию):

Уже из этих трёх пунктов видно, что реальная полемика велась вовсе не между индийским и китайским буддизмом (и не между классической Махаяной и учением китайской школы Чань), как это обычно считается. Масштабы полемики в Самье выходят далеко за эти рамки. Это полемика между двумя течениями и в индийском буддизме, и в махаянском буддизме вообще, ибо тезисы, выдвинутые Хэшаном Махаяной, отражали позиции, которых придерживались и многие буддисты в самой Индии (особенно в рамках тантрической традиции; несколько позднее они будут в полной мере представлены в учениях махасиддхов и традиции, известной как Махамудра). Теоретической её основой, несомненно, была теория Татхагатагарбхи (особенно положение «наш собственный Ум и есть Будда»), тогда как Камалашила вслед за своим учителем придерживался учения синкретической школы мадхъямака сватантрика йогачара с её совершенно иным пониманием как структуры пути, так и характера природы Будды…..
Если контекст полемики в Самье был гораздо шире того, который обозначен традиционными историографами, то последствия её были гораздо скромнее того, о чем говорят те же историографы. Китайский Чань не был искоренен указом Трисонг Децена (если таковой указ вообще был) и продолжал присутствовать в тибетском буддизме в течение всего IX века, постепенно исчезнув только в следующем столетии в связи с общим упадком буддизма в Тибете и прекращением контактов между тибетскими и китайскими буддистами, вызванным гонениями на буддизм в обеих странах и смутами как в Тибете после распада единого государства, так и в Китае после падения династии Тан. И только в XI веке, в период так называемой второй рецепции буддизма в Тибете и возрождения там махаянской традиции, сангха и миряне Страны Снегов окончательно и на этот раз бесповоротно обратились в сторону Индии, взяв, восприняв, сохранив и развив богатейшее наследие её буддийской культуры.